# Olimpian al Bizanțului
Olimpian al Bizanțului (în greacă Ὀλυμπιανός, transliterat: Olimpianos; n. secolul al II-lea d.Hr. – d. 198 d.Hr., Bizanț, Imperiul Otoman, Turcia) a fost episcop al Bizanțului, slujind timp de 11 ani, între 187 și 198, urmându-l în funcție pe Pertinax. În 196, în timpul anului celor cinci împărați, Bizanțul a fost capturat de Pescennius Niger, înainte de a fi eliberat de Septimius Severus. Severus a mutat scaunul mitropolitan de la Bizanț la Heracleea. Episcopia de Bizanț a fost vreme de mai mult de un secol o eparhie sufragană a Mitropoliei de Heracleea. 
Olimpian a fost urmat de Marcu I al Bizanțului.